# Louise Laridon
Marie-Louise Caroline van Houtte of Louise Laridon (Waregem, 27 april 1850 – Lindley, 10 mei 1900) was een Belgische verpleegster en het eerste dodelijke slachtoffer binnen het Belgische Rode Kruis. Ze overleed aan dysenterie.
Tijdens de Tweede Boerenoorlog tussen de Britten en de Oranje Vrijstaat was ze actief als verpleegster bij de Belgisch-Duitse ambulancierdienst. Ze is in Lindley, Zuid-Afrika, begraven en wordt herdacht met een monument-grafsteen.